# Hajk Papikian
Hajk Papikian (orm. Հայկ Պապիկյան; ur. 14 czerwca 2003) – ormiański zapaśnik walczący w stylu wolnym. 
Zajął jedenaste miejsce na mistrzostwach Europy w 2024. Drugi na ME U-23 w 2023. Mistrz Europy juniorów w 2022 i drugi w 2023 roku.